# UTC-3:30

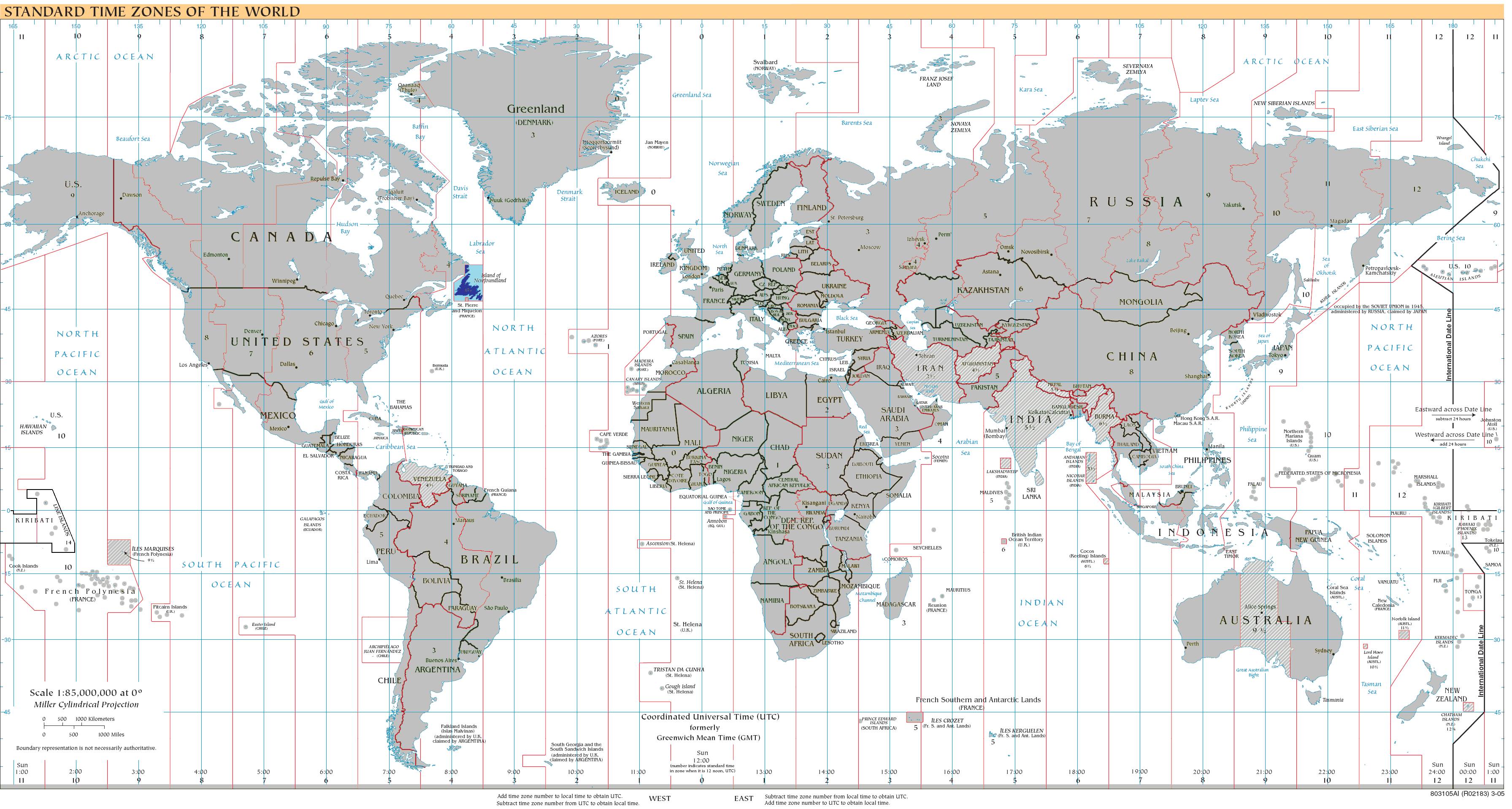
UTC-3:30: 藍-12月前後に適用

UTC-3:30とは、協定世界時を3時間30分遅らせた標準時である。

## 該当地域
- カナダ
  - ニューファンドランド標準時 - NST（冬期）